# بیرینجی تیاقانی
بیرینجی تیاقانی (به لاتین: Birici Tiyaqani) یک منطقه مسکونی در جمهوری آذربایجان است که در شهرستان ماساللی واقع شده‌است. این روستا ۳۳۲ نفر جمعیت دارد.

## ریشه واژه
تیاقانی در زبان تالشی به‌معنی تیغ و خار است.